# Kiszombor KSK
A Kiszombori KSK kiszombori labdarúgócsapat. A csapat hivatalos mezszíne kék-sárga. A csapat 2012 nyarán pénzügyi nehézségek miatt megszűnt.

## Története
A csapat az egyik legemlékezetesebb mérkőzését a Magyar labdarúgókupában vívta, amikor is a megye egyes hazaiak az élvonalbeli Videoton FC-t fogadták. Hatalmas meglepetésre 1-1 lett a találkozó vége. A mérkőzésre 2000. július 26-án került sor.
Kiszombor-Videoton FC 1-1 (0-1)
Kiszombor, 800 néző. V: Ábrahám Attila .(Balajti, Georgiu)
KISZOMBOR: Csehó - Fancsali (Gera, a szünetben), Lehota István, Simon Sz., Szűcs K. - Varga S., Szebehelyi (Rau S., a szünetben), Miklós Z., Papp J. - Szentmártoni, Horváth L. Edző: Kutasi László
VIDEOTON: Bíró - Csordás, Szalai Cs., Lévai (Boda, a szünetben) - Szalai Tamás (Hosnyánszki, a szünetben), Lendvai, Csillag Krisztián (Havrán, 75. p.), Zombori András, Bány - Földes, Gyurováth. Edző: Csongrádi Ferenc
Gólszerző: Miklós Z. (11-esből), ill. Szalai T.

## Bajnoki végeredmények
| szezon      | bajnokság                                                             | név                | helyezés     |
| ----------- | --------------------------------------------------------------------- | ------------------ | ------------ |
| 2012 / 2013 | Csongrád megyei I. osztály                                            | Kiszombor KSK      | visszalépett |
| 2011 / 2012 | Csongrád megyei I. osztály                                            | Kiszombor KSK      | 12           |
| 2010 / 2011 | Csongrád megyei I. osztály                                            | Kiszombor KSK      | 12           |
| 2009 / 2010 | Csongrád megyei I. osztály                                            | Kiszombor KSK      | 9            |
| 2008 / 2009 | Csongrád megyei I. osztály                                            | Kiszombor KSK      | 6            |
| 2007 / 2008 | Csongrád megyei I. osztály                                            | Kiszombor KSK      | 9            |
| 2006 / 2007 | Csongrád megyei I. osztály                                            | Kiszombor KSK      | 12           |
| 2005 / 2006 | Csongrád megyei I. osztály                                            | Kiszombor KSK      | 4            |
| 2004 / 2005 | Csongrád megyei I. osztály                                            | Kiszombor KSK      | 1            |
| 2003 / 2004 | Csongrád megyei I. osztály                                            | Kiszombor SK       | 1            |
| 2002 / 2003 | Csongrád megyei I. osztály                                            | Kiszombor SK       | 2            |
| 2001 / 2002 | Csongrád megyei I. osztály                                            | Kiszombor          | 1            |
| 2000 / 2001 | Csongrád megyei I. osztály                                            | Kiszombor          | 1            |
| 1999 / 2000 | Csongrád megyei I. osztály                                            | Kiszombor          | 2            |
| 1998 / 1999 | Csongrád megyei I. osztály                                            | Kiszombor          | 7            |
| 1997 / 1998 | Csongrád megyei I. osztály                                            | Kiszombor          | 4            |
| 1995 / 1996 | Csongrád megyei II. osztály                                           | Kiszombor          | 5            |
| 1994 / 1995 | Csongrád megyei II. osztály                                           | Kiszombori SK      | 3            |
| 1957 / 1958 | Csongrád megyei I. osztály                                            | Kiszombori AC      | 11           |
| 1955        | Csongrád megyei I. osztály                                            | Kiszombori Kinizsi | 13           |
| 1951        | Csongrád megye, Makói járás                                           | Kiszombori ÁGSK    |              |
| 1950        | Déli LASz, II. osztály, Maros-csoport                                 | Kiszombori ÁGSE    | 2            |
| 1949 / 1950 | Dél-Magyarországi LASz, I. osztály                                    | Kiszombori AC      | 13           |
| 1948 / 1949 | Déli LASz, I. osztály                                                 | Kiszombori AC      | 7            |
| 1947 / 1948 | Délmagyarországi LASz, I. osztály, Szegedi csoport                    | Kiszombori AC      | 13           |
| 1946 / 1947 | Dél-Magyarországi LASz, II. osztály, Szegedi alosztály, Maros csoport | Kiszombori AC      | 2            |
| 1945 / 1946 | Déli LASz, II. osztály, Szegedi alosztály, Maros-csoport              | Kiszombori AC      |              |
| 1945        | Szegedi Kerület, II. osztály, Maros-csoport                           | Kiszombori AC      | 5            |